# راهب و تفنگ
راهب و تفنگ (به انگلیسی: The Monk and the Gun) یک فیلم کمدی-درام ۱۰۷ دقیقه‌ای محصول سال ۲۰۲۳ به کارگردانی، نویسندگی و تهیه‌کنندگی مشترک پاوو چوینینگ دورجی با بازی تاندین وانگچوک، دکی لامو، پما زانگمو شرپا، تاندین سونام، هری آینهورن، چویینگ جاتشو، تاندین فوبز، یوپل لندوپ سلدن و کلسانگ چویای است، این فیلم محصول مشترک بین بوتان، تایوان، فرانسه، آمریکا و هنگ کنگ می‌باشد.
این فیلم به‌عنوان ورودی فیلم بوتان برای بهترین فیلم بلند بین‌المللی در نود و ششمین جوایز اسکار انتخاب شد، و یکی از ۱۵ فیلم نهایی در فهرست نهایی دسامبر ۲۰۲۳ بود.

## داستان
داستان در سال ۲۰۰۶ و در دوره‌ای که در کشور بوتان شروع به دریافت اینترنت و تلویزیون کرده، می‌گذرد. فیلم همچنین به انتخابات و فرایند جدید دموکراسی در بوتان می‌پردازد. داستان دربارهٔ راهب جوانی است که به دنبال تفنگی برای استاد پیر خود می‌گردد. فیلم با در نظر گرفتن اهمیت سنت در فرایند تغییر اجتماعی و سیاسی به تصویر کشیده شده است، با نگاهی هم به امیدواری و هم به تردید نسبت به مدرنیزاسیون بوتان.

## بازیگران
- هری آینهورن در نقش ران کلمن
- تاندین وانگچوک در نقش تاشی
- دکی لامو در نقش تومو
- پما زانگمو شرپا در نقش تشرینگ یانگدن
- تندین سونام در نقش بنجی
- چویینگ جاتشو در نقش چوفل
- تاندین فوبز در نقش فوربا
- یوفل لنداپ سلدن
- کلسنگ چویی

## انتشار
راهب و تفنگ اولین نمایش جهانی خود را در ۱ سپتامبر ۲۰۲۳ در پنجاهمین جشنواره فیلم تلوراید انجام داد، و سپس در ۹ سپتامبر در بخش مرکزی چهل و هشتمین جشنواره بین‌المللی فیلم تورنتو به نمایش درآمد. همچنین در بیست و هشتمین جشنواره بین‌المللی فیلم بوسان در بخش «پنجره‌ای رو به سینمای آسیا» دعوت شد و در اکتبر ۲۰۲۳ به نمایش درآمد. در اکتبر ۲۰۲۳، رودساید اترکشنز حقوق پخش فیلم در آمریکای شمالی را به دست آورد، و اکران در ایالات متحده برای ۲ فوریه ۲۰۲۴ برنامه‌ریزی شده است.

## بازخوردها
این فیلم نقدهای مثبت زیادی دریافت کرده است. در وب‌سایت جمع‌آوری نقد راتن تومیتوز ۹۲ درصد از ۳۸ نقد منتقد، با میانگین امتیاز ۸ از ۱۰ مثبت هستند. در اجماع این وب‌سایت آمده است: «راهب و تفنگ، در احاطهٔ بینش‌های تکان‌دهنده‌اش با لایه‌ای ملایم از کمدی جذاب، یک طنز سیاسی به موقع است که بر شکنندگی دموکراسی تأکید می‌کند».
در متاکریتیک، که از میانگین وزنی استفاده می‌کند، بر اساس ۱۳ منتقد، امتیاز ۷۴ از ۱۰۰ را به فیلم اختصاص داد که نشان دهنده نقدهای «به‌طور کلی مطلوب» است.